# Eordaja
Eordaja (gr.: Εορδαία, Eordaja; łac.: Eordaea) – starożytna kraina w górnej Macedonii wokół jeziora Bokeritis (Begorritis; ob. Ostrovo), zamieszkałe przez plemię Eordajów, potem przez osadników macedońskich, graniczące z Elimeją na południu, Orestis na południowym zachodzie, Linkos na północnym zachodzie oraz właściwą Macedonią na wschodzie. Obecnie jest prowincją w północnej Grecji.
Eordaja, otoczona górami, posiadała rzeki i strumienie wpadające do jezior w wapiennych skałach przez podziemne źródła. Dzięki żyznym namułom, była regionem mającym obfite plony. W VI w. p.n.e. krainę zarastały w dużej części lasy, a na niżej położonych terenach były bagna. Osadnicy macedońscy, jako półkoczowniczy pasterze, tworzyli wspólnotę Eordajów, zamieszkującymi miasta Kellis i Bokeris (wschodnia część jeziora Bokeritis).
Eordaja tworzyła starożytną górną (tj. górzystą) Macedonię wraz z królestwami Tymfają, Orestis, Linkos, Elimeją, Pelagonią oraz Derriopią. Eordaja miała największe znaczenie strategiczne z krain górnomacedońskich, bowiem tam znajdowała się jedyna droga biegnąca od jeziora Bokeritis przez wysoką przełęcz ku Edessie. Droga ta znana była w późniejszym okresie, jako Via Egnatia. Ok. połowy VI w. p.n.e. Macedończycy zaatakowali Eordów z Eordai, spychając niedobitki do Fyski do oddalonej części Mygdonii na wschód od rzeki Aksios. Macedończycy utworzyli na podbitym terenie bastion przeciw najazdom z północnego zachodu. Z Eordai pochodził Ptolemeusz, syn Lagosa, wódz Aleksandra Macedońskiego i założyciel dynastii Ptolemeuszy, rządzącej Egiptem.